# Thoros van Edessa

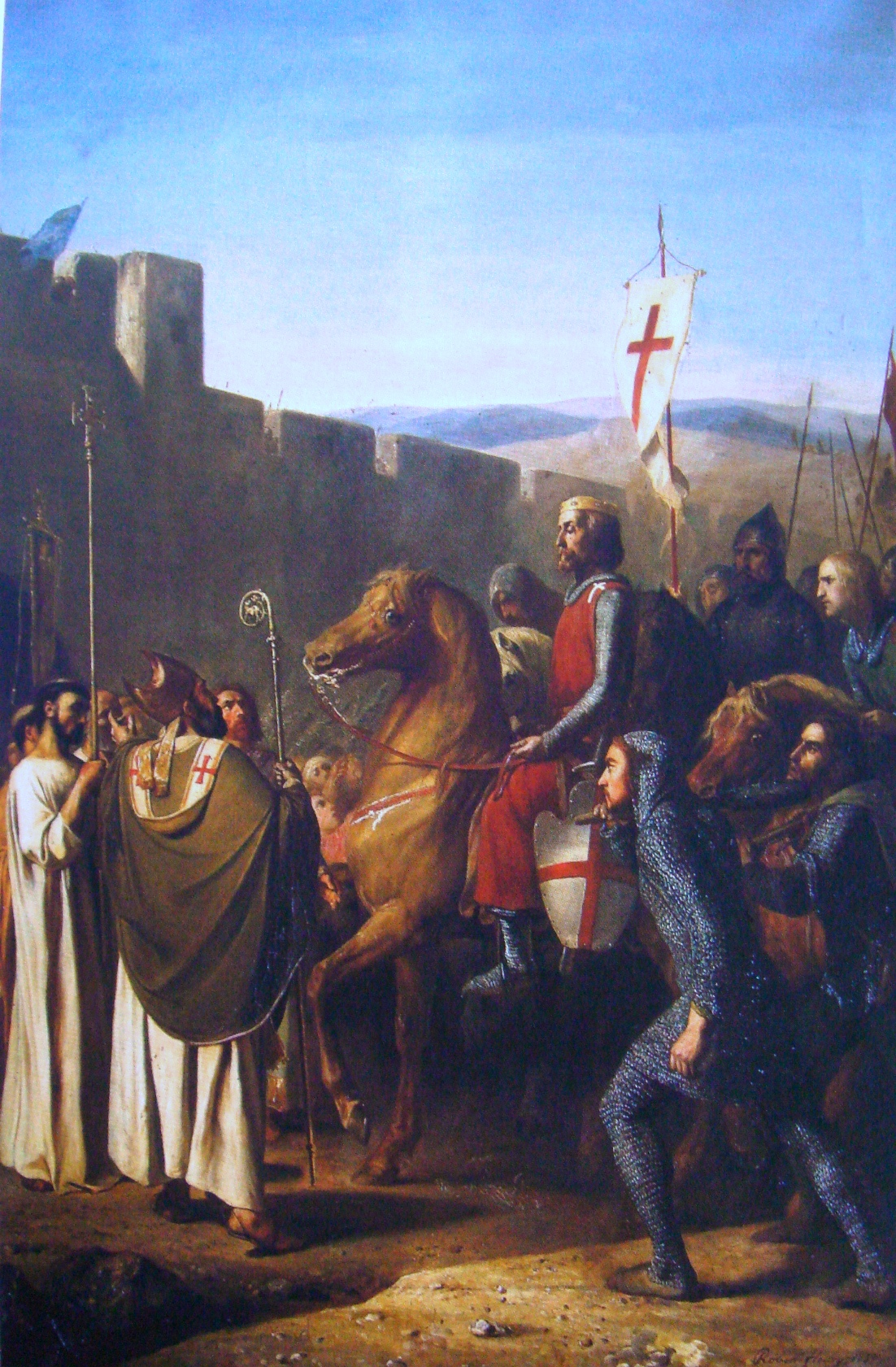
Boudewijn van Boulogne komt aan in Edessa

Thoros, of Theodoros, (overleden 9 maart 1098) was een Armeense heerser over Edessa, rond de periode van de Eerste Kruistocht.
Thoros was officier in dienst van het Byzantijnse Rijk en luitenant onder Philaretos Brachamios. Hij was een Armeniër maar beoefende het Grieks-orthodoxe geloof. Rond 1094 had de Seljoekse emir van Damascus Tutush I, Edessa veroverd. Hij stationeerde Thoros daar als zijn gouverneur, Thoros probeerde onmiddellijk de stad voor zichzelf in te nemen, zeker toen Yaghi-Siyan, emir van Antiochië en Ridwan, emir van Aleppo hun toevlucht zochten in Edessa, nadat ze verslagen waren door Malik Shah I. Thoros probeerde hen gevangen te nemen om daarna losgeld voor ze te vragen. Andere Edessiaanse edelen waren het hier echter niet mee eens en de gevangenen werden weer losgelaten. Vervolgens fortificeerde Thoros de stad Edessa en scheidde haar af van de citadel, die werd bevolkt door Turkse en Armeense troepen. De Turkse troepen belegerden daarna de stad maandenlang, maar waren onmachtig de stadsmuren te breken; na twee maanden gaven ze het op en braken het beleg op. Thoros werd daarna erkend als heer van de stad. Als Grieks-orthodox christen was hij niet erg geliefd bij zijn Armeense onderdanen in Edessa. Daarbij waren er nog bedreigingen van buiten de stad. Hij kon diverse aanvallen van de Seljoeken pareren. Hij wist dat dit niet lang vol te houden was en zocht in 1098 hulp bij de kruisvaarders die met het Beleg van Antiochië begonnen waren.
Boudewijn van Boulogne was op de oproep afgekomen; hij had het beleg van Antiochië afgebroken of er zelfs niet aan deelgenomen. Mogelijk was hij op zoek naar wat grondbezit voor zichzelf, onderweg had hij Turbessel (Tilbessar) ingenomen, waarna Thoros hem uitnodigde bij hem in Edessa te komen en een bondgenootschap met hem sloot in februari 1098. Boudewijn won Thoros' vertrouwen en overtuigde hem ervan hem als zijn adoptiefzoon en erfgenaam aan te nemen. Maar nadat dit gedaan was, begon Boudewijn Thoros' officieren te vergiftigen en op te sluiten in de citadel. Thoros zag het gevaar aankomen en maakte plannen de stad te verlaten met zijn familie en naar Melitene te gaan. Maar kort daarna op 9 maart werd Thoros vermoord door een huurling uit de Armeense bevolking van de stad, mogelijk met goedkeuring van Boudewijn. Boudewijn benoemde zich kort daarna tot 1ste graaf van Edessa.